# Олденбург ин Холштајн
Олденбург ин Холштајн (њем. Oldenburg in Holstein) град је у њемачкој савезној држави Шлезвиг-Холштајн. Једно је од 36 општинских средишта округа Остхолштајн. Према процјени из 2010. у граду је живјело 9.663 становника. Посједује регионалну шифру (AGS) 1055033, NUTS (DEF08) и LOCODE (DE OLH) код.

## Географски и демографски подаци
Олденбург ин Холштајн се налази у савезној држави Шлезвиг-Холштајн у округу Остхолштајн. Град се налази на надморској висини од 12 метара. Површина општине износи 39,7 km². У самом граду је, према процјени из 2010. године, живјело 9.663 становника. Просјечна густина становништва износи 244 становника/km².

## Међународна сарадња
| Мјесто     | Држава | Врста сарадње | Од    |
| ---------- | ------ | ------------- | ----- |
| Сакскобинг | Данска | партнерство   | 1975. |
| Извор      |        |               |       |